# كريستوف ليم وين يينغ
كريستوف ليم وين يينغ (بالإنجليزية: Christophe Lim Wen Ying)‏ (مواليد 17 أكتوبر 1981) هو سبّاح موريشيوسي، مثّل بلاده في الألعاب الأولمبية الصيفية 2000.

## روابط خارجية
كريستوف ليم وين يينغ على موقع الاتحاد الدولي للسباحة (الإنجليزية)
- كريستوف ليم وين يينغ على موقع أوليمبيديا (الإنجليزية)